# Касијано Делвале
Касијано Делвале (13. август 1970) бивши је парагвајски фудбалер.

## Репрезентација
За репрезентацију Парагваја дебитовао је 1995. године. За национални тим одиграо је 3 утакмице.

## Статистика
| Парагвај | Парагвај | Парагвај |
| Год.     | Ута.     | Гол.     |
| -------- | -------- | -------- |
| 1995     | 3        | 0        |
| Укупно   | 3        | 0        |